# Cierniogonek araukariowy
Cierniogonek araukariowy (Leptasthenura setaria) – gatunek małego ptaka z rodziny garncarzowatych (Furnariidae). Występuje w części Mata Atlântica położonej w najbardziej południowej części Brazylii i skrajnie północno-wschodniej Argentynie. Jest gatunkiem endemicznym, ściśle powiązanym z występowaniem araukarii brazylijskiej. Występuje pospolicie na dość dużym obszarze i z tego powodu jest uznawany za gatunek najmniejszej troski.

## Systematyka
Gatunek po raz pierwszy zgodnie z zasadami nazewnictwa binominalnego opisał w 1824 roku Coenraad Jacob Temminck, nadając mu nazwę Synallaxis setaria. Autor jako miejsce typowe wskazał São Paulo w Brazylii, co zostało później skorygowane przez Hellmayra na Castro w stanie Parana. Obecnie gatunek umieszczany jest w rodzaju Leptasthenura. Nie wyróżnia się podgatunków.

### Etymologia
- Leptasthenura: gr. λεπτος leptos „cienki”; ασθενης asthenes „słaby”; ουρα oura „ogon”[9].
- setaria / setarius: łac. setarius „najeżony”, „szczeciniasty”[10].

## Morfologia
Nieduży, smukły ptak ze stosunkowo długim i lekko zakrzywionym dziobem, którego górna część jest barwy od stalowej do ciemnoszarej, a dolna jaśniejsza u nasady. Tęczówki brązowe lub szare. Nogi szarozielone. Pióra czoła i górnej części głowy tworzą charakterystyczną najeżoną czapeczkę. Głowa w czarno-białe pasemka układające się promieniście od nasady dzioba, biały cienki pasek brwiowy. Gardło i szyja białawe z rzadszymi czarnymi smugami. Reszta piersi i brzuch płowe, ciemniejsze pod skrzydłami i w okolicach zadu. Górna część pleców oraz pokrywy skrzydeł rdzawe, zewnętrzne części lotek czarniawe. Ogon długi, wyraźnie stopniowany, środkowe sterówki najdłuższe, zewnętrzne krótkie, wszystkie w kolorze czerwonobrązowym z bledszymi brzegami. Obie płcie wyglądają tak samo. Młode osobniki mają mniej wyraziste przebarwienia i czub na głowie prawie bez charakterystycznych pasemek. Długość ciała z ogonem 17–19 cm, masa ciała 11 g.

## Zasięg występowania
Występuje w południowo-wschodniej Brazylii od najbardziej na południe wysuniętych części stanu Minas Gerais i południowej części stanu Rio de Janeiro, poprzez stany São Paulo, Parana i Santa Catarina do północnej części stanu Rio Grande do Sul; ponadto w północnej części prowincji Misiones w skrajnie północno-wschodniej Argentynie. Spotykany jest na wysokości od 750 do 1900 m n.p.m., jednak głównie poniżej 1400 m n.p.m. Zasięg występowania według szacunków organizacji BirdLife International obejmuje około 601 tys. km².

## Ekologia
Cierniogonek araukariowy jest gatunkiem endemicznym, ściśle powiązanym z występowaniem araukarii brazylijskiej. Jego głównym habitatem jest las atlantycki, gdzie zamieszkuje stanowiska z araukarią brazylijską zarówno w lesie, jak i na obszarach z rzadszym zalesieniem, zagajnikach, ogrodach i plantacjach. Żywi się głównie stawonogami. Żeruje zazwyczaj pojedynczo lub w parach, w środkowych i górnych partiach drzew, zbierając pokarm z gałęzi i igieł.

### Rozmnażanie
Rozmnaża się w okresie wiosny–lata. Prawdopodobnie gatunek monogamiczny. Gniazdo w formie kuli o średnicy około 8 cm, zbudowane jest z materiału roślinnego, w tym mchów, i umieszczone w górnych partiach araukarii brazylijskiej. Brak bardziej szczegółowych informacji.

## Status
W Czerwonej księdze gatunków zagrożonych IUCN cierniogonek araukariowy od 2024 roku zaliczany jest do kategorii najmniejszej troski (LC – Least Concern); wcześniej uznawany był za gatunek bliski zagrożenia (NT – Near Threatened). Liczebność populacji nie została oszacowana, ale ptak ten opisywany jest jako pospolity. BirdLife International uznaje trend liczebności populacji za spadkowy. Głównym zagrożeniem jest wycinka lasów araukariowych w celu pozyskania terenów pod pastwiska i uprawy.
BirdLife International wymienia 17 ostoje ptaków IBA, w których ten gatunek występuje – 10 w Brazylii i 7 w Argentynie, są to m.in.: w Argentynie – Parque Provincial Cruce Caballero, Parque provincial Piñalito i Parque provincial Uruzú, a w Brazylii Park Narodowy São Joaquim i Park Narodowy Itatiaia.